# Тихонічна система

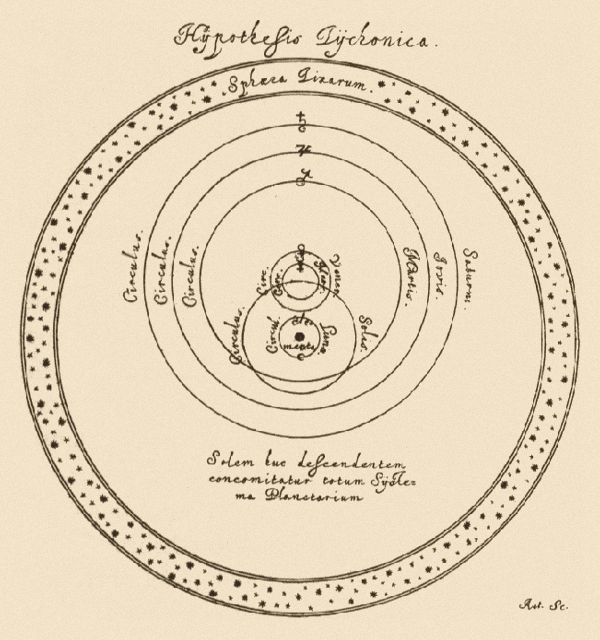
Ілюстрація 17-го століття тихонічної системи з «Селенографії» Гевелія, 1647 рік, сторінка 163, згідно з якою Сонце, Місяць та сфера зірок обертаються навколо Землі, а п'ять відомих планет (Меркурій, Венера, Марс, Юпітер та Сатурн) обертаються навколо Сонця.

Сучасна схема Тихонічної системи. Об'єкти, які обертаються навколо Землі, зображені синіми орбітами, а об'єкти, які обертаються навколо Сонця, — з помаранчевими. Навколо всього сфера зірок, що обертається.

Тихонічна система або система Тихо (лат. Hypothesis Tychonica) — це модель Всесвіту, опублікована данським астрономом Тихо Браге наприкінці XVI століття, у якій він намагався поєднати математичні переваги системи Коперника, з філософськими та «фізичними» перевагами системи Птолемея. Можливо, Тихо Браге надихався працями Валентина Набота та Пауля Віттіха. Схожа космологічна модель була незалежно запропонована в індуїстському астрономічному трактаті «Тантрасамграха» (прибл. 1500) Нілаканта Сомаяджі з Керальської школи астрономії та математики.
Концептуально це геоцентрична модель, або, точніше, геогеліоцентрична: Земля знаходиться в центрі Всесвіту, Сонце, Місяць та зірки обертаються навколо Землі, а п'ять відомих планет обертаються навколо Сонця. Водночас рух планет математично еквівалентний рухові у геліоцентричній системі Коперника за допомогою простого перетворення координат. З точки зору спостережень руху планет тихонічна система нічим не відрізняється від коперніканської. Тому, оскільки тоді ще не був відкритий закон всесвітнього тяжіння, який би пояснював, чому саме планети рухаються так, як рухаються, не існувало математичної причини надавати перевагу системі Тихо чи Коперника.
Тихонічна система використовувала багато переваг моделі Коперника й водночас не вимагала радикального перегляду поглядів на місце Землі у Всесвіті. Зокрема, ця модель світу не конфліктувала з тодішніми поглядами католицької церкви, яка відкрито засудила геліоцентризм у 1616 році. Протягом XVI—XVII століть система світу Тихо також часто виступала як завуальований легальний варіант системи Коперника. До кінця XVII століття, після відкриття Ньютоном законів динаміки й закону всесвітнього тяжіння, всі альтернативні до геліоцентризму теорії втратили наукове значення.

## Попередники геогеліоцентризму

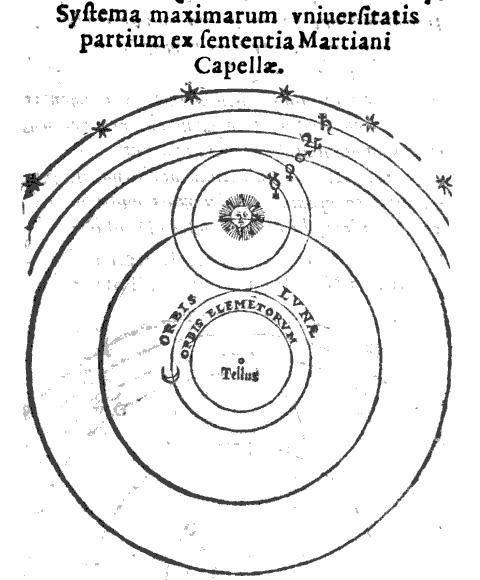
Система світу, в якій Меркурій та Венера обертаються навколо Сонця (з книги Набота, 1573 р.)

Начерки геогеліоцентричної системи зустрічалися в історії неодноразово. Давньогрецький астроном Теон зі Смірни в II столітті н. е. і римський філософ Марціан Капела в V столітті н. е. описали варіант геоцентричної системи, в якій Земля нерухома, але Меркурій та Венера обертаються навколо Сонця (хоча разом з ним — і навколо Землі). Імовірно, ця гіпотеза сходить ще до Геракліда Понтійського (IV століття до н. е.). Підставою для цього припущення є слова латинського автора Халкідія (IV ст. н. е.) з його «Коментаря до платонівського „Тімея“»:

Нарешті, Гераклід Понтійський, описуючи коло Люцифера [Венери], як і таке Сонця, й даючи двом колам один центр й одну середину, показав, що Люцифер буває іноді вище, іноді нижче Сонця. Він каже, що положення Сонця, Місяця, Люцифера та всіх планет, де б вони не перебували, визначається лінією, що проходить через центри Землі й даного небесного тіла.

З планет тут згадується лише Люцифер (одна з найдавніших назв Венери), але з контексту ясно, що те саме стосується й Меркурія. Фразу «іноді вище, іноді нижче Сонця» можна розуміти так: іноді Венера далі від Землі, ніж Сонце, іноді — ближче. Можливо, такого погляду дотримувався й Архімед, вважаючи, що навколо Сонця обертається й Марс, орбіта якого в цьому випадку мала б охоплювати Землю, а не пролягати між нею та Сонцем, як у випадку Меркурія та Венери.

Така модель руху Меркурія та Венери дожила в європейських країнах до пізнього середньовіччя. До XIII століття належить лист астронома (ім'я якого невідоме) до імператора Латинської імперії Балдуїна II де Куртене: «Кола Меркурія і Венери… рухаються навколо Сонця, й вони мають центрами своїх сфер центр Сонця». Натурфілософ XIV століття Жан Буридан писав у своїх коментарях до арістотелівського трактату «Про Небо» при обговоренні питання, чому Сонце, Меркурій та Венера мають однакові (річні) періоди руху по зодіаку:
Деякі відповідають, що це відбувається тому, що ці три планети розташовані в одній і тій самій сфері, хоча всередині неї вони мають різні епіцикли й ексцентри… Це може бути істинним, оскільки коли вони [Меркурій та Венера] розташовані в апоцентрах своїх ексцентрів, вони вищі, ніж Сонце, і коли вони розташовані у протилежних точках, вони нижче, ніж Сонце.
Тут описується уявлення, що епіцикли Меркурія та Венери містяться в тій самій сфері, що й епіцикл Сонця, і з викладу ясно, що ці планети обертаються навколо Сонця. Сам Бурідан називає цю конфігурацію «ймовірною». Однак він знаходить й інше рішення проблеми рівності періодів руху трьох світил: «однакове відношення рушійних інтелігенцій до рухомих сфер».
На початку у 1501 р. про обертання Меркурія та Венери навколо Сонця згадував італійський математик Джорджо Валла. У 1573 році аналогічну систему світу опублікував німецький вчений Валентин Набот з посиланням на Марціана Капеллу.

Можливо, геогеліоцентричну систему (вже для всіх п'яти планет) розглядали самаркандські вчені в обсерваторії Улугбека. Зокрема, астроном Казі-заде ар-Румі (вчитель Улугбека, XV століття) писав:
Деякі вчені вважають, що Сонце міститься в середині орбіт планет. Та планета, що рухається повільніше, ніж інша, далі віддалена від Сонця. Її відстань буде більшою. Планета, що рухається найповільніше, розташована на найбільшій відстані від Сонця.
Висловлювалося припущення, що геогеліоцентричну систему розробив також індійський астроном Нілаканта з Керальської школи в XV столітті. У своїй Аріабхатавах'язі, коментарях до Аріабхати, він запропонував модель, де Меркурій, Венера, Марс, Юпітер й Сатурн обертаються навколо Сонця, а воно, у свою чергу, навколо Землі; більшість астрономів Керальської школи прийняли його модель.

## Створення та розвиток

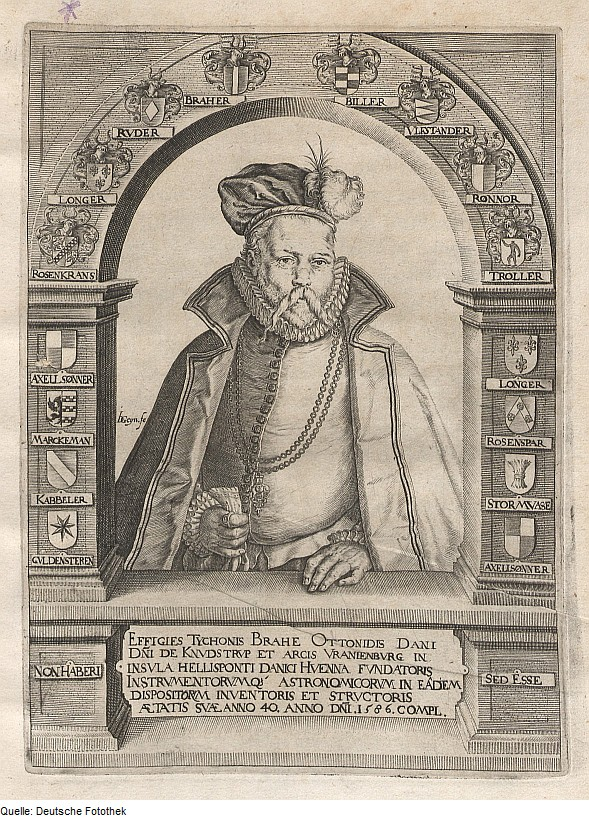
Тихо Браге

В XVI столітті Коперник у праці «Про обертання небесних сфер» (1543) запропонував геліоцентричну систему світу. Проте вона викликала заперечення у частини вчених. Заперечення висувалися з точки зору релігії, астрономії та арістотелівської натурфілософії.
Вважається, що ідея розробити нову систему світу в Тихо Браге виникла близько 1580 року, коли його обсерваторію на острові Вен відвідував німецький астроном Пауль Віттіх. Предметом наукового інтересу Віттіха були геометричні перетворення системи Коперника до геоцентричної системи відліку. В 1578 році він побудував діаграму, на якій Меркурій і Венера оберталися навколо Сонця, а епіциклі Марса, Юпітера і Сатурна мають радіуси, рівні радіусу кола, по якому Сонце обертається навколо Землі. З геометричної точки зору, модель Віттіха повністю еквівалентна тихонічній системі.

Тихо Браге, що був у свій час найвизначнішим астроном, писав у трактаті «Про нещодавні явища в небесному світі» (De Mundi aeteri recentioribus phaenomenis, 1588, Ураніборг): 
Тіло Землі велике, повільно і непридатне для руху… Я без жодних сумнівів дотримуюся тієї думки, що Земля, яку ми заселяємо, займає центр Всесвіту, що відповідає загальноприйнятим думкам давніх астрономів і натурфілософів, що засвідчено вище Священним Писанням, і не крутиться в річному обертанні, як бажав Коперник.
Іншим важливим аргументом на користь нерухомості Землі Браге вважав відсутність зоряних паралаксів, хоча правильне пояснення цього факту (віддаленість зір) є вже у Коперника.
В зазначеній праці Тихо Браге висловив й детально обґрунтував власну систему світу, яку вважав своїм найбільшим досягненням. Земля в його системі була цілковито нерухомою, не роблячи ні поступального, ні осьового обертання. Співвідношення між відстанями планет від Сонця було точно такими, як й у системі Коперника. Зорі розташовувалися відразу за Сатурном. Цікавою особливістю цієї системи було перетинання кіл Марса та Сонця. Тихо вважав це додатковим аргументом проти існування твердих небесних сфер.

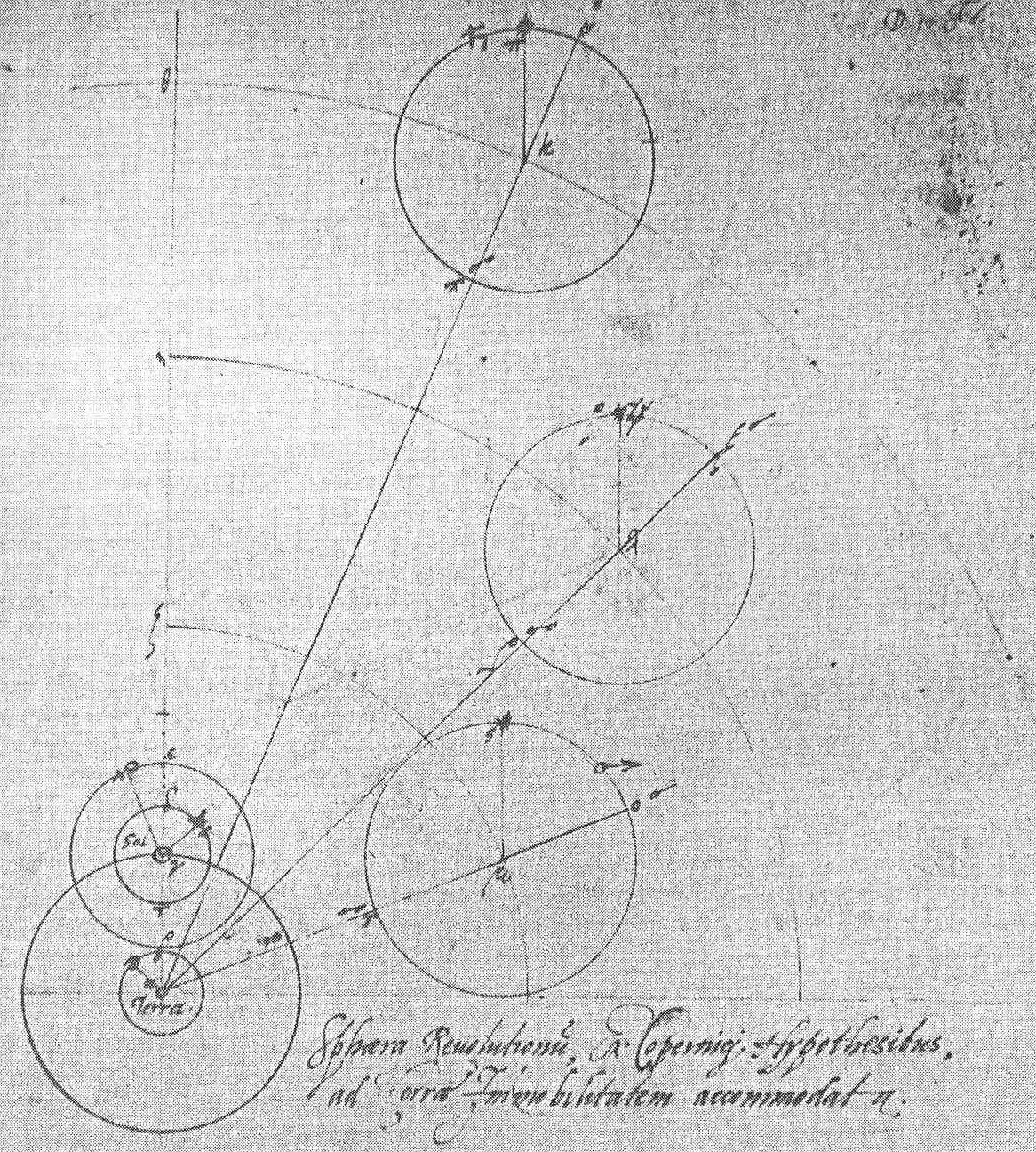
Геометричні перетворення геліоцентричної системи світу, виконані Віттіхом у 1578 році (запис на полях належного йому примірника книги Коперника Про обертання небесних сфер)

Майже водночас з Тихо, або трохи пізніше, схожу систему запропонували й кілька інших астрономів, найвідомішим з яких був Ніколас Реймерс, відомий також як Урсус (проте, в його системі Земля оберталася навколо осі). Тихо зразу ж звинуватив Реймерса в плагіаті, стверджуючи, що той міг побачити його креслення під час відвідування Ураніборга в 1584 році. Однак не можна виключити й того, що обидва астрономи висунули цю ідею незалежно один від одного.
Впливовим критиком тихонічної системи був німецький астроном Крістоф Ротман, який дотримувався геліоцентричних поглядів. У листуванні з Тихо Браге Ротман висував таке заперечення: незрозуміло, яка сила могла утримати всі планети навколо Сонця, якщо Сонце саме обертається навколо Землі.

## Подальша доля системи

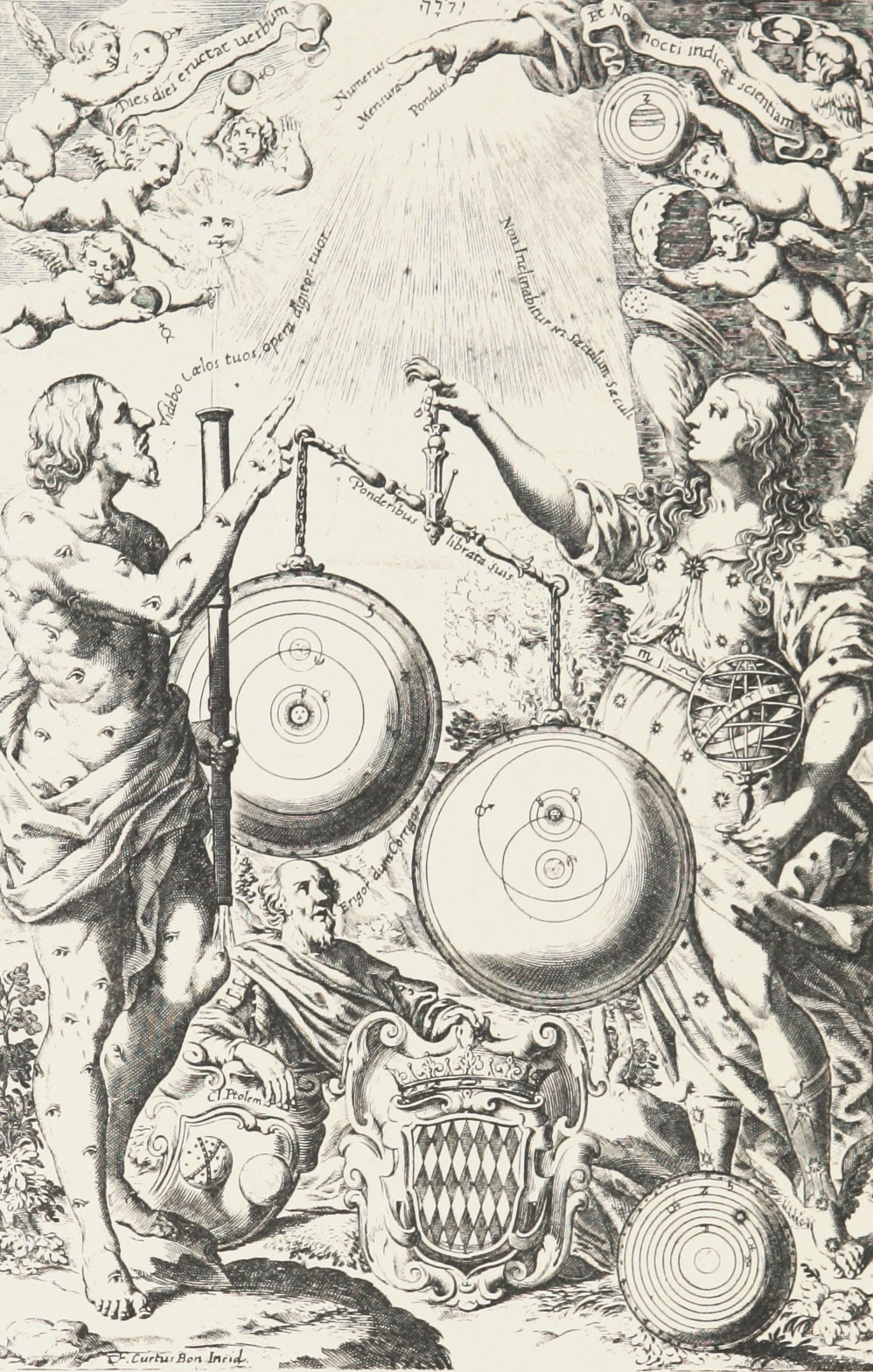
Фронтиспіс із книги Річчолі «Новий Альмагест» (1651). Богиня неба зважує геліоцентричну та тихонічну системи; перевага надається останній. Що стосується чисто геоцентричної системи, то вона лежить на землі переможеною

Після смерті Тихо Браге (1601 рік) Йоганн Кеплер, вивчивши його спостереження, відкрив закони руху планет, які остаточно поховали систему Птолемея, але були в принципі, сумісні з системою Тихо Браге. Було сумісним з цією системою світу і відкриття фаз Венери Галілео Галілеєм.
Тому ряд великих вчених визнавали право тихонічної системи на існування поряд з геліоцентризмом (Джованні Доменіко Кассіні, Оле Ремер, Блез Паскаль). До числа основних пропагандистів цієї системи світу належали вчені-єзуїти. Так, італійський астроном, член ордену єзуїтів Джамбаттіста Річчолі запропонував свій варіант (1651 рік): Юпітер і Сатурн обертаються навколо Землі, інші планети — навколо Сонця; однак пізніше він схилився до варіанту Тихо Браге. Інший італійський астроном-єзуїт, Маттео Річчі, основоположник єзуїтської місії в Пекіні, ознайомив з тихонічною системою китайців.
Лонгомонтан, учень Тихо Браге, виклав систему Браге в монографії «Astronomia Danica» (1622 рік). На відміну від вчителя, Лонгомонтан погодився з Урсусом і визнав добове обертання Землі, непрямим підтвердженням чого стало раніше виявлене обертання Сонця. Книга Лонгомонтана мала велику популярність і була двічі перевидана, останній раз у 1663 році. П'єр Ґассенді публічно підтримав систему Лонгомонтана, хоча багато істориків вважають його прихованим прихильником Коперника. Французький астроном Жан Батист Морен запропонував об'єднати модель Лонгомонтана з еліптичними орбітами Кеплера та іншими його законами (1650 рік). У католицьких країнах тихонічна система зберігала популярність аж до початку XVIII століття.
Галілей та Кеплер, навпаки, дотримувалися суворого геліоцентризму. Фізик Отто фон Ґеріке вважав, що тільки геліоцентрична система здатна дати пояснення причин руху планет у термінах механіки — на відміну від системи світу Тихо Браге. Можливо, саме з цієї причини прихильниками геліоцентризму були практично всі найвизначніші фізики XVII століття, зокрема, Декарт, Гюйгенс, Бореллі, Гук, Валліс.
У кінці XVII — початку XVIII століття, з відкриттям Ньютоном закону всесвітнього тяжіння та законів динаміки, а також відкриттям аберації світла зірок Бредлі, факт руху Землі став практично загальноприйнятим серед астрономів, фізиків та освічених людей. Тихонічна система світу стала надбанням історії.

## У літературі
«Система Тихона Брахея» згадується в авторських примітках до «Сатири I» А. Д. Кантемира (1729 рік):
Дві думки мають астрономи про систему (склад) світу. Перша і стара є, в якій Земля осередком всієї системи є і нерухома стоїть, а поблизу неї планети Сонце, Сатурн, Юпітер, Марс, Меркурій, Місяць і Венус крутяться, кожна в певний час. Система ця, за Птоломеєм, своїм вигадником, називається Птолемеїчною; інша є, де Сонце нерухоме (але навколо самого себе обертається), а інші планети, між якими є і Земля, в призначений кожній час біля нього крутяться. Місяць вже не планета, але сателлес є Землі, біля якої коло своє здійснює за 29 днів. Систему цю вигадав Коперник, німчин, і тому коперниковою називається. Є й третя система, Тихона Брахея, датчина родом, яка, одначе, з колишніх двох складена, оскільки він із Птоломєєм узгоджується в тому, що Земля стоїть і що Сонце близько неї крутиться, але з Коперником всіх інших планет рух близько Сонця поставляє.
Оригінальний текст (рос.)
Два мнения имеют астрономы о системе (состав) света. Первое и старое есть, в котором Земля вместо средоточия всего система имеется и неподвижна стоит, а около ея планеты Солнце, Сатурн, Юпитер, Марс, Меркурий, Луна и Венус вертятся, всякий в известное время. Система сие, по Птоломею, своему вымыслителю, называется Птолемаическою; другое есть, которое Солнце неподвижно (но около самого себя обращающееся) поставляет, а прочие планеты, между которыми есть и Земля, в учрежденное всякому время около его вертятся. Луна уже не планета, но сателлес есть Земли, около которой круг свой совершает в 29 дней. Система сие выдумал Коперник, немчин, и для того Коперническою называется. Есть и третие система, Тихона Брахея, датчина родом, которое, однако ж, из прежних двух составлено, понеже он с Птоломеем согласуется в том, что Земля стоит и что солнце около ея вертится, но с Коперником всех прочих планет движение около солнца поставляет.

В М. В. Ломоносова є іронічна байка, що починається словами:
  рос. Случились вместе два Астронома в пиру

   И спорили весьма между собой в жару.

   Один твердил: Земля, вертясь, круг Солнца ходит;

   Другой, что Солнце все с собой планеты водит.
Ломоносов далі пише: «Один Коперник був, а інший — Птоломей». Однак рядки «Сонце всі з собою планети водить», ясно вказують, що насправді Коперник сперечається не з Птолемеєм, а з Тихо Браге.
Американський астроном Пітер Ашер (Peter D. Usher), почесний професор Пенсильванського університету, опублікував гіпотезу про те, що шекспірівський «Гамлет» насправді є астрономічною алегорією. Король Клавдій, на його думку, не дарма носить таке ж ім'я, як і Птолемей, який запропонував геоцентричну модель. Гамлет — це коперніканець Томас Діггес, а Розенкранц і Гільденстерн (прізвища, згадані в родоводі Тихо Браге), втілюють теорію Тихо, який намагався примирити дві системи.